# Clase Furor
La Clase Furor eran un modelo de destructores de la Armada Española , similares a las unidades de la Clase A, o 27 knotters de la Royal Navy encargados a partir de 1896 por el entonces Ministro de Marina almirante Beránger tras el éxito del diseño realizado por Fernando Villaamil del buque contratorpedero Destructor, que dio nombre a toda una tipología de buques.

## Diseño

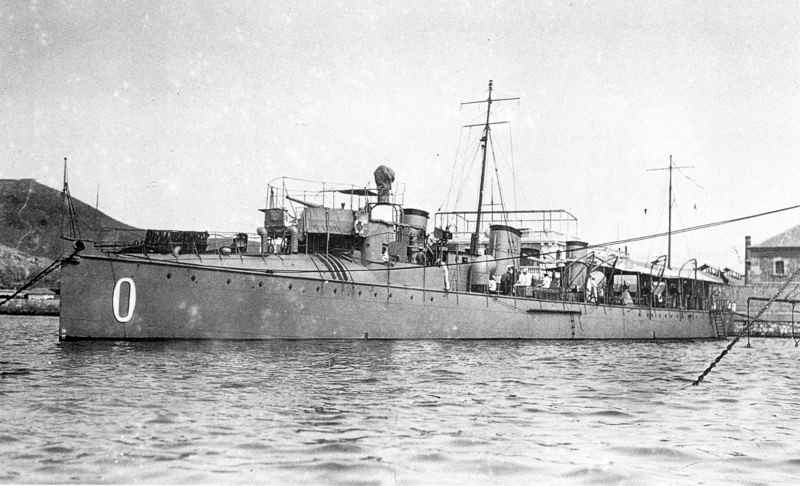
Vista del Osado en torno al año 1920.

Aunque de la misma serie, existían diferencias en tamaño, armamento, máquinas y arboladura, siendo los dos primeros (Furor y Terror) considerados una subserie. Eran unos buques muy sobrios, esbeltos y elegantes, cuyas líneas ya dejaban intuir su gran arma, la velocidad (28 nudos), con la que eran capaces de dar caza a cualquier lancha torpedera de la época. Su principal función era la de servir de escolta a los buques mayores, protegerlos contra las lanchas torpederas y dar caza a estas últimas.
La construcción de las 6 unidades que se fabricaron, fue encargada a los astilleros J & G Thompson de Clydebank (Escocia), siendo ensalzado su diseño por la Royal Navy.
Eran buques que a pesar de su pequeño tamaño, sólo 380 t, disponían de un armamento contundente, capaz de hundir cualquier lancha torpedera en un par de andanadas. Como armamento principal contaba con 2 cañones semiautomáticos Nordenfelt de 75 mm, uno a proa y otro a popa, 2 Nordenfelt de 57 mm uno a cada banda, 2 automáticos de 37 mm Maxim con la misma disposición, así como dos tubos lanzatorpedos de 350 mm.
La falta de blindaje era su principal talón de Aquiles, al ser inexistente, y aunque su casco era de acero, cualquier impacto de un calibre medio podía (y de hecho lo hizo en la batalla de Santiago de Cuba) dejarlos fuera de combate.

## Historial

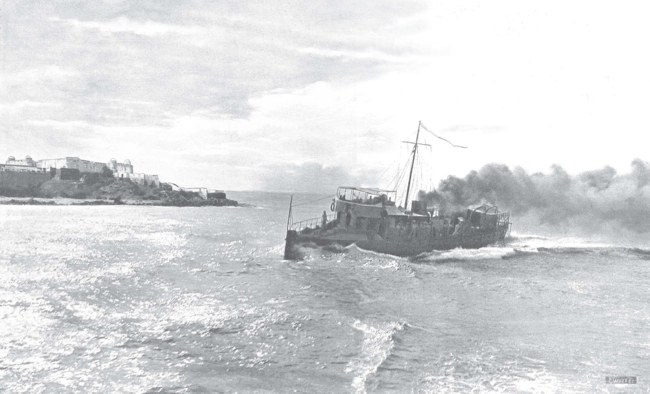
El Terror en el desembarco de Larache (guerra del Rif), en junio de 1911.

Estos buques tuvieron su bautismo de fuego en la batalla naval de Santiago de Cuba donde, a pesar de los esfuerzos de Fernando Villaamil, fueron incorrectamente usados.
Comenzadas las acciones bélicas contra la bahía de Santiago de Cuba los norteamericanos, planearon encerrar a los buques españoles y esperar un desenlace favorable en los combates terrestres, que permitiese capturar intacta toda la escuadra española, la noche del 2 al 3 de junio, se intentó bloquear la entrada a la bahía de Santiago hundiendo en ella el viejo buque carbonero Merrimack, que fue avistado por el Reina Mercedes y el Plutón, que lograron hundirlo antes de que bloquease el canal. 
Villaamil, al mando del de ambos buques, proponía lanzar un ataque nocturno por sorpresa con torpedos con los dos destructores que le quedaban, ya que el Terror había sufrido averías antes de llegar a Santiago de Cuba, por lo que regresó a Puerto Rico.
En lugar de esto, tras el crucero protegido Oquendo salieron a plena luz del día, cargando contra una fuerza netamente superior, en la que se encontraban entre otros tres acorazados, un crucero acorazado y dos cruceros protegidos, y sufrieron importantes daños en poco tiempo. Con su pequeña artillería poco pudieron hacer contra el enemigo. El Plutón se hundió rápidamente. A bordo del Furor, Villaamil habría muerto intentando subir a la torreta del cañón de proa para disparar contra los estadounidenses. Su cadáver nunca fue recuperado.
Por su parte, el Terror, tras ser reparado, el 12 de junio de 1898, ante la presencia del crucero auxiliar norteamericano USS Saint Paul bloqueando el puerto de San Juan de Puerto Rico, efectuó una salida junto con el crucero Isabel II con intención de dar cuenta de él, pero cuando se encontraba a una distancia óptima para el ataque con torpedos, el Terror sufríó un impacto directo de un proyectil de artillería que aunque no explotó le provocó una vía de agua obligándole a retirarse protegido por el fuego de artillería del Isabel II.
A comienzos de junio, con el grueso de la escuadra estadounidense bloqueando a la escuadra de Pascual Cervera en Santiago de Cuba, el ministro de Marina planeó un contraataque. En las instrucciones enviadas al almirante Cámara el 27 de mayo, se proponía que la escuadra partiera hacia Las Palmas, dividiéndose allí en tres divisiones. El Audaz el Osado y el Proserpina quedarían integrado en la segunda división al mando del capitán de navío José Ferrándiz, compuesta además por el acorazado Pelayo, el acorazado guardacostas Vitoria. Por su corta autonomía, esta división no haría más que una finta, navegando diez o doce días, antes de volver a aguas metropolitanas, donde quedaría a la defensiva, junto con el crucero protegido Alfonso XIII, torpederos, cañoneros y algunas otras unidades. Finalmente este plan quedaría desechado debido a las presiones británicas, que, so pretexto de evitar que el conflicto se extendiese a todo el Atlántico, cubrían así las espaldas de sus antiguos súbditos americanos.
En la madrugada del 16 de junio de 1898 zarpó desde la bahía de Cádiz junto con la Escuadra de Reserva con rumbo a Filipinas. El Osado, el Audaz y el Proserpina en el Grupo B, bajo las órdenes del capitán de navío José Ferrándiz.  El 27 de junio la Escuadra arribó a Puerto Saíd. El destructor Osado y sus gemelos habían realizado el viaje remolcados por los cruceros auxiliares Patriota, Rápido y Buenos Aires. El 3 de julio llega a la Escuadra la orden de que los tres destructores regresen a Mahón. Zarparon el 4 de julio y arribaron a la ciudad balear el 13 de julio tras hacer escala en Mesina.

## Buques de esta clase
Se construyeron 6 buques de la Clase Furor:
| Nombre     | Año de botadura | Finalización de servicio | Causa    | Observaciones               |
| ---------- | --------------- | ------------------------ | -------- | --------------------------- |
| Furor      | 1896            | 1898                     | Hundido  | Batalla de Santiago de Cuba |
| Plutón     | 1897            | 1898                     | Hundido  | Batalla de Santiago de Cuba |
| Terror     | 1896            | 1925                     | Retirado | Desguazado                  |
| Audaz      | 1897            | 1924                     | Retirado | Desguazado                  |
| Osado      | 1898            | 1924                     | Retirado | Desguazado                  |
| Proserpina | 1898            | 1931                     | Retirado | Desguazado                  |